# Data (Star Trek)
Örlogskapten Data (IPA: /ˈdeɪtə/) är en rollfigur i Star Trek universumet, som spelas av Brent Spiner. Han uppträder i TV-serien Star Trek: The Next Generation samt långfilmerna Star Trek Generations, Star Trek: First Contact, Star Trek: Insurrection och Star Trek: Nemesis.
Data är en konstgjord livsform med artificiell intelligens och självmedvetande, som är byggd av Dr Noonien Soong i sin egen avbild. Han tjänar som andreofficer ombord på Stjärnflottans stjärnskepp USS Enterprise-D och USS Enterprise-E under 2300-talet.
Datas positroniska hjärna gör det möjligt för honom att utföra imponerande beräkningar. Under sitt tidiga liv hade Data svårigheter att förstå olika former av mänskligt beteende, bland annat eftersom han inte hade några känslor, vilket fick honom att utveckla en egen kultur. Datas mål är att bli mer lik sina mänskliga kollegor och få fler mänskliga upplevelser än en större del av dem. Detta är ibland en källa till humor i TV-serien. Ändå respekteras Data för sin visdom, nyfikenhet och balans av vänner och kollegor.
Data är på flera sätt en efterföljare till originalseriens rollfigur Spock, med ett utifrånperspektiv på mänskligheten, och de arbetade kort tillsammans i dubbelavsnittet Unification.

## Biografi
Data skapades av doktor Noonien Soong (spelad av Brent Spiner), efter sammanlagt sju misslyckade försök att skapa en artificiell livsform, varav de flesta tenderade att drabbas av nervsystemskollapser. Lore, Datas närmaste storebror (också spelad av Brent Spiner), som medverkade i flera avsnitt av TNG, överlevde, men saknade Datas samvete och blev hans onde tvilling. 
Efter att ha räddats från en planet som ödelagts av ett kristallväsen beslutade sig Data för att ansöka till Stjärnflottan. När han utexaminerats tjänade han på flera skepp innan han slutligen kom till Enterprise.

## Relationer
Data har, trots att han är oförmögen att känna känslor, många relationer. Det förklaras med att hans nervbanor blivit vana vid vissa intryck. Hans närmaste vän är Geordi LaForge och han har en katt vid namn Spot, men han har också haft romantiska relationer. I avsnittet The Naked Now hade han ett kort intimt möte med Tasha Yar.

## Intressen och personlighet
Data spelar poker, fiol, målar, och forskar. Han behöver inte äta, träna eller sova, men gör det ibland ändå för att vara social. Hans stora idol är Sherlock Holmes. 

## Ursprung
Rollfiguren Data bygger på en figur ur en TV-film från 1970-talet som Gene Roddenberry skrev, The Questor Tapes, om en android som sökte efter sin skapare för att förstå mer om mänskligheten. Filmen, som var tänkt som ett pilotavsnitt till en tänkt TV-serie, gillades inte av censorerna, p.g.a. att androiden Questor hade sex med en kvinna. När Data senare hade sitt möte med Tasha Yar hade censorerna inget att säga.

## Nyckelavsnitt
Värdefulla avsnitt för att förstå Data.
- "Encounter at Farpoint" (Rollfiguren introduceras)
- "The Measure of a Man" (Datas rättigheter diskuteras)
- "Datalore" (Lore upptäcks)
- "Datas Day" (En dag i Datas liv)